# П'єр Мендес-Франс
П'єр Менде́с-Франс (фр. Pierre Mendès-France; 11 січня 1907, Париж, Франція — 18 жовтня 1982) — французький ліво-центристський політик, обіймав важливі державні посади в період Третьої та Четвертої республіки. Як член партії радикалів, П'єр Мендес-Франс став лідером кабінету у 1954 році. Він уклав мир, який закінчив першу індокитайську війну, і почав процес передачі незалежності Марокко та Тунісу.
П'єр Мендес-Франс був лідером лівого крила радикалів, якому протистояло консервативне крило під керівництвом Едгара Фора.

## Біографія
П'єр Мендес-Франс походив з єврейської португальської родини, що переїхала до Франції в шістнадцятому столітті. Мендес-Франс отримав освіту в Паризькому університеті, який закінчив з докторським ступенем в галузі права і став наймолодшим членом Паризької асоціації адвокатів у 1928 році. У 1924 році він вступив до радикальної соціалістичної партії, традиційної партії французького середнього класу.
У 1932 році Мендес-Франс був обраний до Національних зборів, він був наймолодшим членом Асамблеї. Його здібності були визнані відразу, а в 1936 році в уряді Народного фронту Леона Блюма він був призначений державним секретарем з фінансів. Коли почалася Друга світова війна, він вступив до ВПС Франції. Після капітуляції Франції нацистській Німеччині, він був заарештований урядом Віші і засуджений до шести років тюремного ув'язнення, але 21 червня 1941 року він утік і йому вдалося дістатися Англії, де він вступив до руху Вільна Франція, що очолював Шарль де Голль.
Після служби у ВПС Вільної Франції, Мендес-Франс був назначений де Голлем фінансовим комісаром в Алжирі, а потім очолював делегації Франції на Бреттон-Вудській фінансовій конференції в 1944 році. Коли де Голль повернувся до звільненого Парижу у вересні 1944 року, він призначив Мендес-Франса міністром національної економіки в тимчасовому уряді.
Мендес-Франс незабаром посварився з міністром фінансів, Рене Плевеном, коли він виступив за державне регулювання цін і заробітної плати у боротьбі з інфляцією (у той час як Плевен сприяв політиці вільному ринку). Коли де Голль підтримав Плевена, Мендес-Франс пішов у відставку. Тим не менш, де Голль призначив його директором Міжнародного банку реконструкції та розвитку та представником Франції в Економічній і соціальній раді ООН.
У 1947 році Мендес-Франс був знову обраний до Національних зборів. Він вперше спробував сформувати уряд у червні 1953 року, але не зміг отримати підтримки у парламенті. З 1950 року він був послідовним противником французького колоніалізму, і до 1954 року Франція стає безнадійно втягнутою у великі колоніальні конфлікти: Першу В'єтнамську війну і Алжирську війну за незалежність. Коли французькі війська зазнали поразки від в'єтнамських комуністів у Дьен-Б'єн-Фу в червні 1954 року, уряд Жозефа Ланьеля пішов у відставку, а Мендес-Франс сформував новий уряд. Серед його міністрів був молодий Франсуа Міттеран.
Мендес-Франс негайно провів переговори про перемир'я з Хо Ши Міном, в'єтнамським лідером комуністів. За його словами, не існувало іншого вибору, крім повного виведення французьких військ з Індокитаю, й Асамблея підтримала його 471 голосами проти 14.
Мендес-Франс прийшов до угоди з Хабібом Бургибою, націоналістичним лідером Тунісу, про незалежність цієї колонії з 1956 року і почав переговори з лідерами націоналістичного спрямування в Марокко про вихід звідти Франції. Він також виступав за поступки націоналістам в Алжирі.
Будучи прихильником ширшої європейської інтеграції, він допоміг формуванню Західноєвропейського союзу і запропонував далекосяжні економічні реформи. Він також виступав за співпрацю в галузі оборони з іншими європейськими країнами, але Національні збори відкинули його пропозицію Європейського оборонного співтовариства, в основному, через побоювання з приводу участі у ньому Німеччини.
Його кабінет пішов у відставку в лютому 1955 року. У 1956 році він обіймав посаду державного міністра в кабінеті на чолі з лідером СФІО Гі Моле, але пішов у відставку у зв'язку з проблемою Алжиру. Його розбіжності щодо алжирського питання з Едгаром Фором, лідером консервативного крила радикальної партії, призвели до відставки Мендес-Франса з посади лідера партії у 1957 році.
Як і більшість французьких лівих політиків, Мендес-Франс виступив проти захоплення влади де Голлем у травні 1958 року, коли криза в Алжирі призвела до кризи Четвертої республіки і створення П'ятої республіки.
Він очолював Союз демократичних сил, групу, що виступала проти Шарля де Голля, але, у листопаді 1958, після виборів, він утратив своє місце в Асамблеї. У 1959 році він був виключений із радикальної партії, більшість фракції якої підтримала де Голля.
Мендес-Франс потім приєднався до Єдиної соціалістичної партії, невеликої партії лівих інтелектуалів. Він зробив невдалу спробу відновити своє місце в Національному зібранні під час виборів 1962 року.
У 1967 році він повернувся до Асамблеї, але знову втратив своє місце після перемоги голлістів на виборах у 1968 році.
Мендес-Франс помер у 1982 році, ставши свідком приходу Франсуа Міттерана до влади.